# 川並町
川並町（かわなみちょう）は、愛知県名古屋市熱田区および中川区の地名。丁番を持たない単独町名である。住居表示実施。

## 地理
名古屋市熱田区北西部に位置する。東は尾頭町、西は明野町・千代田町、南は熱田西町、北は中川区に接する。

## 歴史

### 町名の由来
熱田西町の小字名「西川並」による。当地は尾張藩御木材奉行所の北に接し、かつて木場があった。堀川の右岸に位置することに加え、江戸時代材木業で栄えたことを意味する地名という。

### 行政区画の沿革
- 1952年（昭和27年）3月25日 - 熱田区熱田西町の一部により、同区川並町として成立[1]。
- 1978年（昭和53年）6月25日 - 熱田西町・西郊通・野立町・八千代通・柳川町の各一部を編入する[1]。また、中川区川並町が、同区八熊町および柳川町の各一部により成立する[3]。
- 1989年（平成元年）2月27日 - 熱田区熱田西町の一部を熱田区川並町へ編入する[1]。

## 世帯数と人口
2018年（平成30年）12月1日現在の世帯数と人口は以下の通りである。
| 町丁   | 世帯数  | 人口  |
| ------ | ------- | ----- |
| 川並町 | 111世帯 | 250人 |

## 学区
市立小・中学校に通う場合、学校等は以下の通りとなる。また、公立高等学校に通う場合の学区は以下の通りとなる。なお、小学校は学校選択制度を導入しておらず、番毎で各学校に指定されている。
| 小学校                                    | 中学校                 | 高等学校 |
| ----------------------------------------- | ---------------------- | -------- |
| 名古屋市立野立小学校 名古屋市立大宝小学校 | 名古屋市立日比野中学校 | 尾張学区 |

## 施設
- 名古屋市中央卸売市場[2]
- 愛知機械工業本社

## その他

### 日本郵便
- 郵便番号並びに管轄の郵便局は以下の通りである[WEB 9]。

| 区     | 郵便番号 | 郵便局     |
| ------ | -------- | ---------- |
| 熱田区 | 456-0072 | 熱田郵便局 |
| 中川区 | 454-0000 | 中川郵便局 |

### WEB
1. ↑  “愛知県名古屋市熱田区の町丁・字一覧”.   人口統計ラボ. 2017年7月23日閲覧。
2. 1 2  “町・丁目(大字)別、年齢(10歳階級)別公簿人口(全市・区別)”.   名古屋市 (2018年12月20日). 2019年1月6日閲覧。
3. 1 2  “郵便番号”.  日本郵便. 2019年1月6日閲覧。
4. 1 2  “郵便番号”.  日本郵便. 2019年1月6日閲覧。
5. ↑  “市外局番の一覧”.   総務省. 2019年1月6日閲覧。
6. ↑  名古屋市役所市民経済局地域振興部住民課町名表示係 (2015年10月21日). “熱田区の町名一覧”.   名古屋市. 2017年7月23日閲覧。
7. ↑  “市立小・中学校の通学区域一覧”.   名古屋市 (2018年11月10日). 2019年1月14日閲覧。
8. ↑  “平成29年度以降の愛知県公立高等学校（全日制課程）入学者選抜における通学区域並びに群及びグループ分け案について”.   愛知県教育委員会 (2015年2月16日). 2019年1月14日閲覧。
9. ↑  郵便番号簿 平成29年度版 - 日本郵便. 2019年01月06日閲覧 (PDF)

### 書籍
1. 1 2 3 4  名古屋市計画局 1992, p. 812.
2. 1 2 3  「角川日本地名大辞典」編纂委員会 1989, p. 1443.
3. 1 2  名古屋市計画局 1992, p. 421.
4. 1 2  『碑・ひと・地名 : 熱田の歴史風土を語る』名古屋市熱田区役所区民室広報広聴係編、名古屋市熱田区役所、1990年、巻末資料より